# Ай Цзян
Ай Цзян (англ. Ai Jiang) — канадійська письменниця фантастики та поезії китайського походження. Активна з 2021 року, вона була фіналісткою премії «Неб'юла» за найкраще оповідання за своє оповідання 2022 року «Дозвольте мені англійську», а в 2023 році вона виграла премію Ignyte за вірш «Ми куримо забруднення». Її довготривала письменницька кар'єра почалася в 2023 році з випуску книги «Лінхун», опублікованої Dark Matter INK.

## Життєпис
Ай Цзян народилася в Фуцзяні, Китай, емігрувала до Канади разом із батьками, коли їй було чотири роки. Вона може розмовляти мандаринською мовою, хоча цією мовою не вміє ні читати, ні писати.
Цзян відвідувала Університет Торонто, а також школу Гамбер і Майстерню письменників Ґотема. Вона отримала ступінь магістра творчого письма в Единбурзькому університеті, який закінчила 2022 року. Цзян одружена і побудувала письменницьку кар'єру. Серед її хобі — бадмінтон і керування обліковим записом гурмана в Instagram.

## Письменницька кар'єра
Цзян почала писати на Wattpad на початку старшої школи під впливом фантастичних романів. Пізніше вона зосередилася на темному фентезі, науковій фантастиці та жахах, її нинішніх спеціалізаціях, натхненних такими фільмами, як «Острів проклятих», «Ми», «Паразити» та «Пастка», а також літературними творами Урсули Ле Гуїн, Ширлі Джексон, Ішіґуро Кадзуо та Тоні Моррісон. Зокрема, вона ввібрала фокус їхніх робіт на атмосферних, орієнтованих на персонажів, на противагу стрімким, сюжетним роботам. Більшість героїв Цзян — вихідці з азійської діаспори, хоча це радше залежить від походження Цзяна, ніж усвідомленого авторського рішення. Подібним чином у творах Цзян представлено багато жіночих персонажів, які в своїх активностях презентують політичні та соціальні проблеми. Цзян використовує фантастичну вигадку, щоб дослідити збереження нинішньої несправедливості в майбутньому, якщо їй буде дозволено продовжуватися.
Її роботи з'являлися в багатьох виданнях фантастики, включаючи Interzone, Uncanny Magazine, The Dark Magazine, Pseudopod, Radon Journal, The Deadlands, Dark Matter і The Magazine of Fantasy & Science Fiction, в якому вона Номінована на премію «Неб'юла». Історія «Дай мені англійську» з'явилася 2022 року, того ж року вона отримала стипендію Fresh Voices від Odyssey Workshop 2022. Окрім короткої художньої та наукової літератури, Цзян також публікувала вірші. Коли вона пише наукову фантастику, вона має тенденцію до «м'якшої», менш технічної сторони.
Перший великий твір Цзян, повість «Лінхун» (Dark Matter INK), був опублікований у квітні 2023 року. Серед інших проектів, запланованих до випуску, — збірка оповідань Ай Цзян «Смольські казки з міжсвіття» (весна 2023 року), новела «Я — АЙ» (червень 2023 року) та продовження роману «Дай мені англійську». Дійсний член SFWA та HWA, наразі її представляє Ліза Абеллера з Kimberley Cameron and Associates, і разом вони вивчають можливість адаптації «Лінгхун» та «Я — ШІ» для кіно та/або телебачення.

## Нагороди
Вона була стипендіаткою Odyssey Workshop Fresh Voices Scholarship (2022).
| Рік  | Назва                   | Нагорода                                                         | Категорія                | Результат    | Прим.  |
| ---- | ----------------------- | ---------------------------------------------------------------- | ------------------------ | ------------ | ------ |
| 2022 | «Дай мені англійську»   | Неб'юла                                                          | Краще оповідання         | У шорт-листі | [ 11 ] |
| 2023 | «Дай мені англійську»   | Локус                                                            | Краще оповідання         | Номінація    | [ 12 ] |
| 2023 | «Ми куримо забруднення» | Іґнат                                                            | Краща в поезії           | Перемога     | [ 13 ] |
| 2024 | «Лінхун»                | Премія Брема Стокера                                             | Краща довга фантастика   | Перемога     | [ 14 ] |
| 2024 | «Лінхун»                | Неб'юла                                                          | Краща повість            | Перемога     | [ 15 ] |
| 2024 | «Я — АЙ»                | Премія Джона В. Кемпбелла найкращому новому письменнику-фантасту | —                        | У шорт-листі | [ 16 ] |
| 2024 | «Я — АЙ»                | Премія Британської науково-фантастичної асоціації                | Краща коротка література | У шорт-листі | [ 17 ] |
| 2024 | «Я — АЙ»                | Г'юго                                                            | Краща коротка повість    | У шорт-листі |        |
| 2024 | «Я — АЙ»                | Неб'юла                                                          | Краща коротка повість    | У шорт-листі | [ 18 ] |